# Next (álbum de Journey)
Next es el tercer álbum del grupo Journey, editado en 1977 por Columbia Records.
Este es el último trabajo con Gregg Rolie en voces, ya que el cantante Steve Perry se uniría a la banda a partir de aquí.
También marca el fin de la incursión de Journey en el rock progresivo.

## Canciones
1. Spaceman (Aynsley Dunbar, Gregg Rolie) - 4.01
2. People (Dunbar, Rolie, Schon) - 5.20
3. I Would Find You (Austin, Schon) - 5.52
4. Here We Are (Rolie) - 4.17
5. Hustler (Dunbar, Rolie) - 3.16
6. Next (Cogdell, Dunbar, Rolie) - 5.28
7. Nickel & Dime (Schon, Rolie, Tickner, Valory) - 4.13
8. Karma (Dunbar, Schon, Rolie) - 5.07

## Personal
- Gregg Rolie - voz líder, teclados
- Neal Schon - guitarras, voz
- Ross Valory - bajo, voz
- Aynsley Dunbar - batería